# معکوس (فیلم)
معکوس (انگلیسی: Reverse) فیلمی در ژانر درام و کمدی است که در سال ۲۰۰۹ منتشر شد. کارگردان آن بوریس لانکوش کارگردان فیلم، و فیلم‌نامه‌نویس اهل لهستان است. از بازیگران آن می‌توان به آگاتا بوزک، کریستیانا یاندا، آنا پولونی و یژی موس اشاره کرد.